# Martin J. Barrington
Martin Joseph Barrington (Albany, 16 luglio 1953) è un dirigente d'azienda statunitense, Presidente e Amministratore Delegato di Altria Group, società leader nel mercato del tabacco internazionale.

## Biografia
Prima della sua nomina ad Amministratore Delegato, avvenuta il 17 maggio 2012, il ruolo precedente di Martin Barrington era quello di Vice CEO. Martin Barrington lavora costantemente da oltre vent'anni nel Gruppo Altria e nelle sue controllate a vario titolo, sin dal 1993.
Prima di entrare nel Gruppo Altria, esercitava la professione forense sia nel settore pubblico che privato. Tra i suoi impegni di lavoro, Martin presta consulenze alla Fondazione del Museo della Virginia di Belle Arti e il Collegio di S. Rosa ed è membro del Consiglio di Amministrazione della Richmond Performing Arts Center. 
Inoltre, in precedenza ha fatto parte del Consiglio dei commissari dell'Autorità Portuale della Virginia e del comitato consultivo del Point of Light Institute.